# Фольк, Герман
Герман Фольк (нем. Hermann Volk; 27 декабря 1903, Штайнхайм, Германская империя — 1 июля 1988, Майнц, ФРГ) — немецкий кардинал. Епископ Майнца с 25 марта 1962 по 27 декабря 1982. Кардинал-священник с титулом церкви Санти-Фабиано-э-Венанцио-а-Вилла-Фьорелли с 5 марта 1973.